# Troncones y Potrerillos
Troncones y Potrerillos är en ort i Mexiko.   Den ligger i kommunen Coatzintla och delstaten Veracruz, i den sydöstra delen av landet, 210 km nordost om huvudstaden Mexico City. Troncones y Potrerillos ligger 76 meter över havet och antalet invånare är 848.
Terrängen runt Troncones y Potrerillos är huvudsakligen platt, men åt nordväst är den kuperad. Runt Troncones y Potrerillos är det ganska tätbefolkat, med 166 invånare per kvadratkilometer. Närmaste större samhälle är Poza Rica de Hidalgo, 6,3 km norr om Troncones y Potrerillos. Omgivningarna runt Troncones y Potrerillos är en mosaik av jordbruksmark och naturlig växtlighet.